# St.-Elisabeth-Kapelle (Asselheim)
Die St.-Elisabeth-Kapelle in Asselheim wurde wahrscheinlich zu Ehren der heiligen Elisabeth von Thüringen, kurz nach deren Heiligsprechung, um 1300 als Kapelle erbaut.

## Geschichte
Wegen Erbstreitigkeiten der Grafen von Leiningen untereinander ist die Zeit um 1460 als unsicher anzusehen. Man geht davon aus, dass die Asselheimer Bürger in diesen Zeiten lieber die im Ort gelegene St.-Elisabeth-Kapelle aufsuchten, als die weit im Feld liegende Pfarrkirche St. Stephan. 1496 wird die St.-Elisabeth-Kapelle zur Kirche erhoben, es erfolgte der Umbau des Wart- oder Römerturmes zum Kirchturm. Er besteht weitgehend aus den im Umland vorkommenden, rostbraunen Kapuzinersteinen. Der erste protestantische Pfarrer hält 1560 den ersten Gottesdienst. 1841 zersprang die große Glocke, 1864 wiederholte sich dieses Unglück. Im Zweiten Weltkrieg wurde die Kirche durch Brandbomben getroffen und brannte bis auf die Grundmauern nieder.
Der Wiederaufbau erfolgte in den Jahren 1949/50. Das 1951 erneuerte Geläut ist bis auf den heutigen Tag zu hören. Am Sonntag, dem 18. August 1996, feierten die Asselheimer Bürger das 500-jährige Jubiläum ihres Gotteshauses und damit die Erhebung der Kapelle zur Kirche mit einem Festgottesdienst.

## Kirchenschlüssel
Der gotische Kirchenschlüssel, aus der Erbauungszeit, befindet sich seit 1906 in der Sammlung des Museums Grünstadt.